# Макфолл, Джон, барон Макфолл из Алклуита
Джон Фрэнсис Макфолл, барон Макфолл из Алклуита (англ. John Francis McFall, Baron McFall of Alcluith; род. 4 октября 1944, Глазго) — шотландский политик и пэр, член (с 2010) и лорд-спикер (с 2021) Палаты лордов Великобритании.

## Биография
Родился 4 октября 1944 года в Глазго, Шотландия, Великобритания. Учился в средней школе в Каслхилле, Дамбартон, которую окончил в 15 лет без аттестата. В возрасте 24 лет он окончил нынешний Университет Западной Шотландии, получив степень бакалавра в области химии. В 1977 году получил степень бакалавра в Открытом университете в области педагогики и философии.

## Карьера

### Ранняя карьера
С 1974 по 1987 год он преподавал химию и математику, став впоследствии секретарём Лейбористской партии в своём избирательном округе, после чего был избран в Палату общин на парламентских выборах 1987 года.
В 1995 году он представил законопроект о защите диких млекопитающих, который не был принят, однако, лёг в основу Закона об охоте 2004 года, запрещающего охоту на млекопитающих с помощью собак в Англии и Уэльсе.
Он был младшим министром по вопросам образования и здравоохранения в Министерстве по делам Северной Ирландии с 1998 по 1999 год. 29 января 2010 года Макфолл объявил о своём намерении уйти с поста депутата на парламентских выборах 2010 года.

### Палата лордов

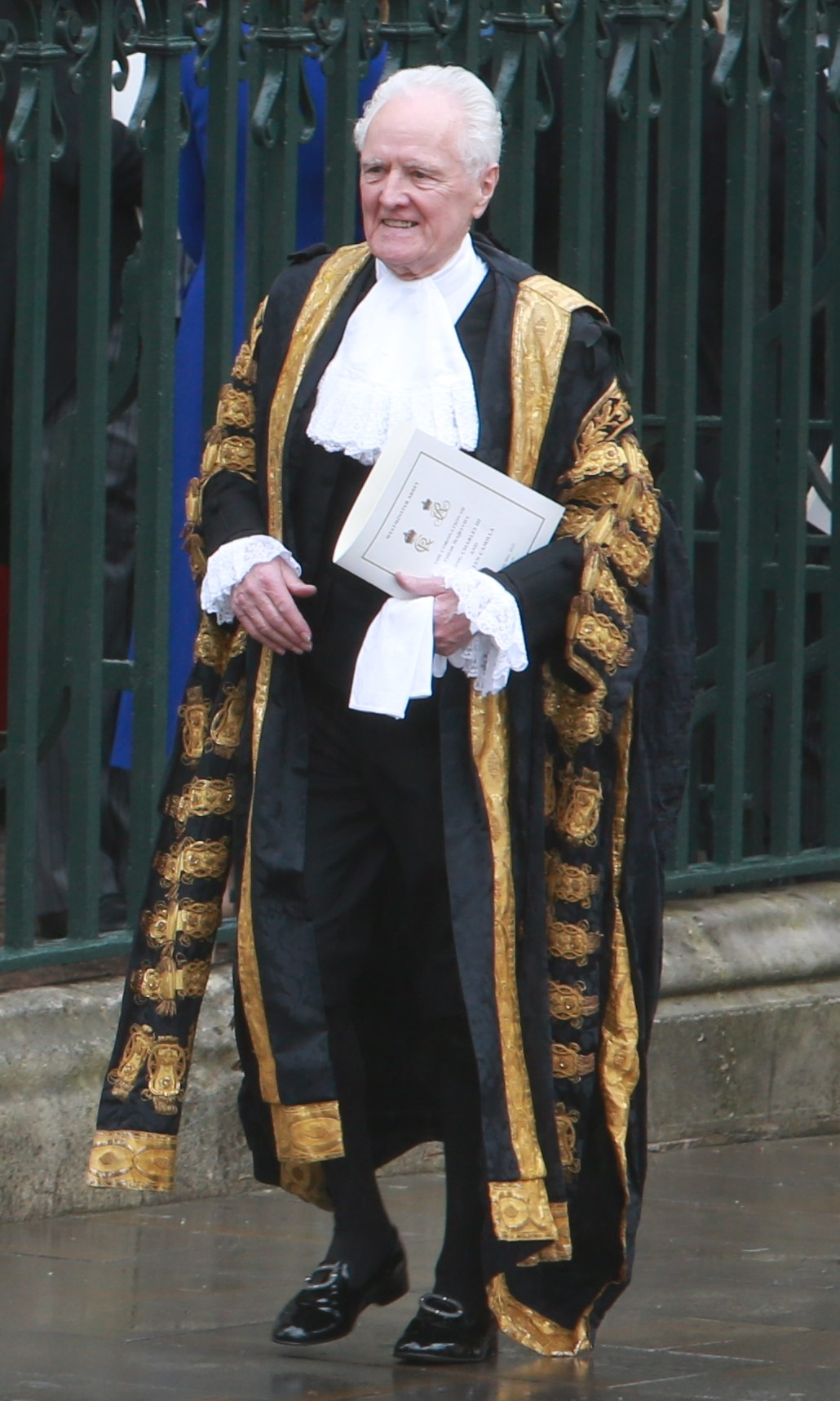
Джон Макфолл, барон Макфолл из Алклуита на коронации Карла III, 2023 год

17 июня 2010 года Макфолл был назначен пожизненным пэром как барон Макфолл из Алклуита и был представлен в Палате лордов 6 июля 2010 года .
В июле 2016 года он был назначен заместителем лорда-спикера Палаты лордов и вступил в должность 1 сентября того же года. На выборах лорда-спикера 2021 года Макфолл одержал победу, сменив на этом посту барона Фаулера.

## Личная жизнь
У Макфолла и его супруги Джоан Уорд есть трое сыновей и дочь.